# Водное (Калининградская область)
Водное — посёлок в Зеленоградском районе Калининградской области. Входит в состав Красноторовского сельского поселения.

## История
Поселение Зиндау (нем. Syndau) было основано в 1331 году. В 1910 году в поселении проживало 53 человека. В 1946 году Зиндау был переименован в посёлок Водное.

## Население
| 2002 | 2010 |
| ---- | ---- |
| 42   | →42  |